# Kroatië op het Eurovisiesongfestival 2003
Kroatië nam deel aan het Eurovisiesongfestival 2003 in Riga, Letland. Het was de 11de deelname van het land op het Eurovisiesongfestival. De selectie verliep via het jaarlijkse Dora. HRT was verantwoordelijk voor de Kroatische bijdrage voor de editie van 2003.

## Selectieprocedure
De nationale voorronde bestond dit jaar uit twee halve finales met elk twaalf liedjes die gehouden werden op 7 en 8 maart 2003. De top zes van elke halve finale ging door naar de finale die plaatsvond op 9 maart. De uiteindelijke winnaar van de finale werd bepaald door televoting.

### Halve finale
| Volgorde | Artiest            | Lied                           | Televoting | Plaats |
| -------- | ------------------ | ------------------------------ | ---------- | ------ |
| 1        | Ani Franičević     | "Sve me podsjeća na tebe"      | 20         | 9      |
| 2        | Alan Hržica        | "Uzmi svu svoju ljubav"        | 29         | 8      |
| 3        | Izabela Martinović | "Sretna sam"                   | 9          | 12     |
| 4        | Antonija Šola      | "Dođi najbrže"                 | 16         | 10     |
| 5        | Kawasaki 3P        | "Antonija"                     | 38         | 5      |
| 6        | Claudia Beni       | "Više nisam tvoja"             | 53         | 2      |
| 7        | Alenka Milano      | "Nasmij me"                    | 12         | 11     |
| 8        | Tina & Nikša       | "Za sva vremena"               | 44         | 4      |
| 9        | Jelena Radan       | "Povedi me"                    | 31         | 7      |
| 10       | Maja Šuput & Enjoy | "Čista petica"                 | 56         | 1      |
| 11       | Alen Vitasović     | "Lakše je kad se kraj ne vidi" | 31         | 6      |
| 12       | Maja Blagdan       | "Moje ime je ljubav"           | 51         | 3      |

| Volgorde | Artiest        | Lied                     | Televoting | Plaats |
| -------- | -------------- | ------------------------ | ---------- | ------ |
| 1        | Luka Nižetić   | "Robot"                  | 30         | 6      |
| 2        | Gina Kuljanić  | "Sanjam"                 | 43         | 4      |
| 3        | Ivan Brdar     | "More ljubavi"           | 7          | 12     |
| 4        | Andrea Ćubrić  | "Ne vjeruj mi"           | 12         | 11     |
| 5        | Viva           | "Pitaju me pitaju"       | 29         | 7      |
| 6        | Zvonimir Divić | "Samo more zna"          | 13         | 10     |
| 7        | Karma          | "Noćas te ne dam nikome" | 57         | 1      |
| 8        | Ivana Kindl    | "Ti mi daješ snagu"      | 25         | 9      |
| 9        | Jacques Houdek | "Na krilima ljubavi"     | 41         | 5      |
| 10       | Emilija Kokić  | "Žena od pepela"         | 29         | 7      |
| 11       | Nina Badrić    | "Čarobno jutro"          | 53         | 2      |
| 12       | Giuliano       | "Moja lipa"              | 51         | 3      |

### Finale
| Volgorde | Artiest            | Lied                           | Televoting | Plaats |
| -------- | ------------------ | ------------------------------ | ---------- | ------ |
| 1        | Luka Nižetić       | "Robot"                        | 20         | 10     |
| 2        | Alen Vitasović     | "Lakše je kad se kraj ne vidi" | 11         | 11     |
| 3        | Kawasaki 3P        | "Antonija"                     | 28         | 8      |
| 4        | Jacques Houdek     | "Na krilima ljubavi"           | 35         | 5      |
| 5        | Gina Kuljanić      | "Sanjam"                       | 39         | 4      |
| 6        | Tina & Nikša       | "Za sva vremena"               | 27         | 9      |
| 7        | Maja Blagdan       | "Moje ime je ljubav"           | 9          | 12     |
| 8        | Giuliano           | "Moja lipa"                    | 30         | 7      |
| 9        | Nina Badrić        | "Čarobno jutro"                | 51         | 2      |
| 10       | Claudia Beni       | "Više nisam tvoja"             | 60         | 1      |
| 11       | Maja Šuput & Enjoy | "Čista petica"                 | 34         | 6      |
| 12       | Karma              | "Noćas te ne dam nikome"       | 46         | 3      |

## In Riga
In Letland moest Kroatië optreden als achtste van 26 deelnemers, na Portugal en voor Cyprus. Op het einde van de puntentelling bleken ze op een vijftiende plaats te zijn geëindigd met 29 punten. 
België en Nederland hadden geen punten over voor deze inzending.

### Gekregen punten

#### Finale
| 12 punten    | 10 punten | 8 punten   | 7 punten | 6 punten                          |
| ------------ | --------- | ---------- | -------- | --------------------------------- |
|              |           | - Slovenië |          | - Bosnië en Herzegovina - Ierland |
| 5 punten     | 4 punten  | 3 punten   | 2 punten | 1 punt                            |
| - Oostenrijk |           | - Turkije  |          | - Griekenland                     |

### Punten gegeven door Kroatië

#### Finale
Punten gegeven in de finale:
| 12 punten | Rusland               |
| 10 punten | Turkije               |
| 8 punten  | Bosnië en Herzegovina |
| 7 punten  | Spanje                |
| 6 punten  | IJsland               |
| 5 punten  | Oostenrijk            |
| 4 punten  | Ierland               |
| 3 punten  | Slovenië              |
| 2 punten  | Zweden                |
| 1 punt    | Roemenië              |